# Linea mortale
(Nelson Wright)
Linea mortale (Flatliners) è un film del 1990 diretto da Joel Schumacher, che narra le vicende di un gruppo di studenti di medicina che sperimentano su sé stessi la morte indotta chimicamente con l'unico scopo di provare l'esistenza dell'aldilà.
Il titolo originale del film deriva dal termine inglese flatline ("linea piatta"); questa è la linea che viene visualizzata sulla strumentazione medica collegata ad un paziente quando il cuore di quest'ultimo si ferma.
Linea mortale è stato il primo film interpretato da Julia Roberts dopo il successo di Pretty Woman, e proprio grazie alla partecipazione a questo film nacque la sua storia con il collega Kiefer Sutherland.

## Trama
Nelson convince il suo gruppo di amici dell'università ad aiutarlo in un controverso esperimento scientifico. L'idea è semplice, provocare la morte tramite forti dosi di medicinali e rianimare, grazie alla scienza, per poi raccontare agli altri la propria esperienza nell'aldilà. Ognuno nel gruppo partecipa per la voglia di sperimentare e poco per volta diventa una sorta di scommessa a chi resterà clinicamente morto più a lungo. Ma dopo poco tempo il gruppo si trova a fare i conti con oscure presenze, a volte violente, come nel caso di Nelson, che sembrano volerli punire per degli eventi del loro passato.

## Incassi
A fronte di un budget di produzione di 26 milioni di dollari, il film ha incassato 61.489.265 di dollari in tutto il mondo.

### Edizione italiana
Il doppiaggio originale del 1990 fu eseguito dalla C.D.C. sotto la direzione di Manlio De Angelis e su dialoghi di Marco Mete, entrambi assistiti da Daniela Losavio. Nel 2007, in occasione dell'uscita in Italia dell'edizione in DVD, è stato effettuato un ridoppiaggio ad opera della Sefit-CDC e diretto da Vittorio De Angelis (il quale ha ripreso a doppiare Joe Harley interpretato da William Baldwin), basato sugli stessi dialoghi del primo: tra i personaggi principali, solo quelli di Nelson Wright, Rachel Mannus e Joe Harley hanno mantenuto le voci di Francesco Pannofino, Cristina Boraschi e lo stesso De Angelis in entrambe le edizioni.

## Sequel
Il 5 ottobre 2015 è stato annunciato un seguito con Elliot Page e Diego Luna, dopo il casting di Nina Dobrev, James Norton e Kiersey Clemons . Anche Kiefer Sutherland appare nel remake. Sutherland aveva inizialmente annunciato che avrebbe ripreso il ruolo di Nelson Wright, rivelando che il nuovo film sarebbe stato in realtà un sequel piuttosto che un remake. Tuttavia, al momento del rilascio, il personaggio di Sutherland viene identificato come Barry Wolfson; una scena cancellata indica che Sutherland interpreta in realtà lo stesso personaggio, vivendo sotto una nuova identità. Diretto dal regista danese Niels Arden Oplev, è stato rilasciato il 29 settembre 2017 e a fronte di un budget di produzione di 19 milioni di dollari, il sequel ha guadagnato 45,2 milioni di dollari in tutto il mondo avendo quindi meno successo commerciale e di gradimento.

## Riconoscimenti
- 1991 - Premio Oscar
  - Candidatura per il miglior montaggio sonoro.